# بلبر
مردم جمعیت روستا در سال ۹۹ حدود ۶۵۰ نفر است
بلبر، روستایی از توابع بخش اورامان شهرستان سروآباد در استان کردستان ایران است.

## جمعیت
این روستا در دهستان شالیار قرار دارد و براساس سرشماری مرکز آمار ایران در سال ۱۳۸۵، جمعیت آن ۹۴۴ نفر (۲۰۳خانوار) بوده‌است. مردم جمعیت روستا در سال ۹۹ حدود ۶۵۰ نفر است

## روستا
این روستابا ارتفاع ۹۰۰متر ارتفاع از سطح دریا قرار دارد. رودخانه سیروان در کنار آن جاری است و تنها روستایی است که مناظرش طبیعی و بکر مانده‌است. این روستا علاوه بر سیروان دارای چشمه‌های فصلی موقتی هم به نام بلچمی هست که چشم هر بیننده ای را حیران می‌سازد وتنهاچشمه فورانی در ایران است که به طول ده متر فوران می‌کند.
اما متأسفانه این چشمه‌ها را با ساخت چندین جای مصنوعی زشت کرده‌اند این روستا دارای سه ییلاق به نام‌های (ده ره ویان-شیره ده ره -عودالان) است. مردم روستا از نطر علمی وفرهنگی در سطح بالایی قرار دارند و بیشترین دانشجو را در منطقه دارا است.
این روستا دارای سه مسجد دو مدرسه-مخابرات-شبکه اینترنت است.
در این روستا یک سازمان مردم نهاد نیز به اسم انجمن تریفه هورامان وجود دارد.
```
در ۷۰ کیلومتری مریوان و ۷ کیلومتری اورامان تخت است و هر ساله پذیرای گردشگران زیادی است. واقعاً یکی از زیباترین روستاهای استان کردستان است. می‌توان از روستای اورامان پیاده به این روستا رفت و از مناظر و طبیعت زیبای آن لذت ببرید. محصول اصلی روستا انار است.
```